# Denis Berisha
Denis Berisha (* 17. Mai 1996 in Amstetten) ist ein österreichischer Fußballspieler.

## Karriere
Berisha begann seine Karriere beim SKU Amstetten. 2010 kam er in die Jugend des FC Waidhofen/Ybbs. Zur Saison 2013/14 kehrte er zu Amstetten zurück. In seinen ersten beiden Saisonen stand er zwar zwei Mal im Kader der Regionalligamannschaft, kam er allerdings zu keinen Einsätzen.
Im Juli 2015 debütierte er schließlich in der Regionalliga, als er am ersten Spieltag der Saison 2015/16 gegen den ASK Ebreichsdorf in der 72. Minute für Matthias Wurm eingewechselt wurde. Seinen ersten Treffer in der Regionalliga erzielte er im selben Monat bei einem 3:1-Sieg gegen den SC Neusiedl am See.
Mit Amstetten stieg er 2018 in die 2. Liga auf. In der Aufstiegssaison 2017/18 kam er zu 25 Einsätzen in der Regionalliga, in denen er vier Tore erzielte. Sein Debüt in der zweithöchsten Spielklasse gab Berisha im Juli 2018, als er am ersten Spieltag der Saison 2018/19 gegen den Floridsdorfer AC in der 76. Minute für Marjan Markić eingewechselt wurde.
Im Jänner 2019 wechselte er leihweise zum viertklassigen ASKÖ Oedt und kam bis zum Saisonende in elf Meisterschaftsspielen zum Einsatz, wobei ihm zehn Tore gelangen. Mit Oedt startete er daraufhin auch in die Spielzeit 2019/20, brachte es jedoch verletzungsbedingt bis zur Winterpause auf lediglich drei Einsätze in der OÖ Liga, sowie zu einem Auftritt in der zweiten Mannschaft mit Spielbetrieb in der sechstklassigen Bezirksliga Ost. Im Jänner erfolgte ein leihweiser Wechsel zum WSC Hertha Wels, bei dem er aufgrund des COVID-19-bedingten Abbruchs des Spielbetriebes nur in einer Regionalligapartie eingesetzt wurde, in dieser aber auch einen Treffer beisteuerte.
Im Sommer 2020 schloss er sich dem damaligen Fünftligisten Union Dietach an, bei dem neben Berisha auch noch einige andere einstige Profispieler untergekommen waren. Im Laufe der Jahre entwickelte er sich hier zu einem torgefährlichen Offensivakteur und konnte 2020/21 auf acht Tore bei zwölf Einsätzen sowie 2021/22 auf 14 Treffer bei 23 Spielen zurückblicken. In letztgenannter Spielzeit schaffte er mit dem Team als Meister der Landesliga Ost den Aufstieg in die viertklassige OÖ Liga und war zudem mit seinen 14 Torerfolgen hinter Yusuf Efendioğlu (15 Tore) der zweiterfolgreichste Torschütze der Union Dietach in dieser Saison. 2022/23 trat er ebenfalls für die Dietacher in der Offensive in Erscheinung und brachte es bis zur Winterpause auf 20 Treffer bei 15 Ligaeinsätzen. Am Saisonende hatte er 27 Tore bei 28 Meisterschaftspartien zu Buche stehen und war damit hinter Nenad Vidačković der zweiterfolgreichste Torschütze der Liga in dieser Saison. Anders als noch ein Jahr zuvor hatte er zur Winterpause 2023/24 nach 15 Spielen „nur“ zehn Treffer beigesteuert.